# Deutsche Beachhandball-Meisterschaften 2010
Die Deutsche Beachhandball-Meisterschaft 2010 waren die zwölften offiziellen und einschließlich dreier inoffizieller die fünfzehnten Meisterschaften im Beachhandball. Sie wurde vom Deutschen Handballbund ausgerichtet.
Die Teilnehmer der Meisterschaft qualifizierten sich dafür über eine vorgeschaltete Reihe von Turnieren, der DHB-Beachhandball-Masters-Serie, in der je nach Erfolgen Punkte gesammelt werden konnten. Am Ende qualifizierten sich 12 Frauen- und 15 Männermannschaften für die Spiele am 31. Juli und 1. August des Jahres. Austragungsort war das VGH Stadion am Meer in Cuxhaven-Duhnen.
| Frauen Details | Cuxhaven VGH Stadion am Meer | Stranddeko Minden      | 2:1 | Sandziegen Köln | Hoppetosse Köln | 2:1 | Wesernixen Bremen   |
| Männer Details | Cuxhaven VGH Stadion am Meer | BHC Sand Devils Minden | 2:1 | Beach Boys Köln | Varel Dynamites | 2:0 | Sandelfen Burscheid |